# Robert de Pellevé
Robert de Pellevé (né à Octeville le 12 décembre 1512, mort à Liancourt le 17 septembre 1579) est un ecclésiastique qui fut évêque de Pamiers de 1553 à 1579.

## Biographie
Robert de Pellevé est issu d'une famille originaire de Normandie. Il nait à Octeville le 12 décembre 1512. Il est le fils de Charles de Pellevé, seigneur de Liancourt-Saint-Pierre et de Jouy-sous-Thelle et d'Hélène de Fay et le frère de Nicolas de Pellevé, archevêque de Reims. Docteur in utroque jure  et commendataire de l'abbaye Notre-Dame de Dilo, il est attaché au cardinal Jean III de Lorraine, archevêque de Narbonne de 1524 à 1550, ce qui lui permet d'accéder à l'évêché de Pamiers après l'apostasie de l'évêque Jean de Barbançon.
Il prend possession de son siège le 24 avril 1557. Dès 1559, il fait appel aux Jésuites pour combattre la Réforme protestante dans son diocèse et Jean Pelletier premier recteur du Collège Romain vient avec le P. Edmond Auger, établir un collège à Pamiers mais ils doivent y renoncer en 1561. 
En 1562, les réformés de la cité épiscopale, après avoir secouru leurs coreligionnaires de Castres, tuent le seigneur de Leris en revenant. Ils s'emparent de la ville et tuent des religieux. Le chapitre de chanoines doit se retirer à l'abbatiale Saint-Volusien de Foix. Malgré l'édit de Pacification de 1563, l'évêque obtient du conseil du roi le 23 février 1566 l'interdiction de la réunion d'assemblées à Pamiers. Les deux partis s'affrontent en mai et juin 1566 et les calvinistes victorieux massacrent des Augustins, des Dominicains et des Cordeliers de la ville. Les Jésuites doivent se réfugier à Toulouse. Les catholiques se retirent à Foix où il tuent en représailles 17 huguenots. Le lieutenant du roi dans la province, le Vicomte de Joyeuse, envoie le sire de Sarlabous à la tête d'une troupe rétablir l'ordre. Finalement, 24 réformés sont pendus à Toulouse en mai 1567. L'évêque meurt, loin de son diocèse en 1579, dans son château de Liancourt, dans l'actuel département de l'Oise.